# NGC 5131
NGC 5131 (другие обозначения — UGC 8422, MCG 5-32-14, ZWG 161.43, PGC 46819) — спиральная галактика (Sa) в созвездии Гончие Псы.
Этот объект входит в число перечисленных в оригинальной редакции «Нового общего каталога».